# 少林寺传奇3
《少林寺传奇3》（英語：The Legend of Shaolin Kung Fu 3）又称《少林寺传奇之大漠英豪》，由河南电视台制作的古装剧《少林寺传奇系列》第三部，由中港日三地功夫明星主演。2011年6月6日广东珠江频道首播，7月19日央视八套上星。

## 首播
| 頻道                        | 所在地 | 播映日期 | 播出時間 |
| --------------------------- | ------ | -------- | -------- |
| 西贡旅游有线电视 （SCTV17） | 越南   | 2014年-  |          |

## 剧情
大清康熙帝执政时期，康熙帝的9个皇子争夺皇位各使阴谋诡计，波诡云谲。一日，康熙帝带着大臣索额图深夜到少林寺，和少林寺方丈密谈，随后少林寺的方丈吩咐自己的7个弟子陪同大清3个官员带着一个宝盒奔赴西域。
索额图回宫之后，急急忙忙跑到太子胤礽跟前，胤礽旋即叫索额图派遣精兵良将前去截宝，同时又派人到少林寺威逼利诱。
反清复明的西鲁天会得知此事后，也派遣帮会中的兄弟前去截宝。
三股势力围绕着宝盒展开了一场西域宝盒追缉战。

## 演员表
| 演员       | 角色       | 备注 |  |
| 鲍国安     | 方丈大师   | 少林寺的方丈，武功高强，袈裟一挥能把对手甩飞几十步，精通七十二般武艺，武功已经达到了佛门武功的最高境界了， 武功更是可以冠绝武林。 |  |
| 洪金宝     | 万寿山     | 一位反清复明的大英雄，为了恢复汉人的天下 ，为了把清妖赶出中原，一直呕心沥血。西鲁天会真正的掌权人，朱三太子名为堂主，但大权都在万寿山的手里，万寿山是大明第一高手，有万夫不挡之勇，刀法更是天下第一，力大无穷，臂力过人，万寿山外功内功都已经达到了武功的最高境界了，万寿山年轻的时候曾经孤身一人杀退过几千清兵，最後投降清朝。                                                                    |  |
| 白庆琳     | 樱花       | 万寿山的女儿，後嫁給白先詩為妻，後被刻骨人殺害。 |  |
| 刘家辉     | 及时雨     | 西鲁天会的东路大将军，武功高强，曾杀死不少清朝将领，是六师兄智慧的父亲，最后去终南山出家当道士了。 |  |
| 元华       | 小诸葛     | 清朝威風堂堂主，太子的下属，巫師張天冠的徒弟，曾經是大漠強盜首領，骷髏女之丈夫，是西域江湖的俠客，曾被龐將軍掃平，后轉為大清使者。 |  |
| 雷恪生     | 玄烨       | 大清康熙帝 |  |
| 高明       | 索额图     | 康熙帝时期大臣，外戚出身。身为朝廷忠臣，却拉党结派，蛊惑太子篡位，欲推翻康熙保太子登基，独揽大权。康熙派出少林弟子西行，让索额图和太子党乱了方寸。为了私欲，索额图暗埋杀机，要把康熙和少林和尚一起斩尽杀绝。最終命令哈大人殺掉高大人。 |  |
| 高兰村     | 李光地     | 康熙帝时期大臣。 |  |
| 苏茂       | 胤礽       | 康熙帝时期太子，玄燁之長子，做了40年的太子，謀權篡位，並受到外戚索爾圖的擺布。 |  |
| 孙颖歆     | 冰玉       | 朱三太子的女儿，和三师兄智明相爱，可惜三师兄为保护冰玉被杀死，两人最终天人永隔。 |  |
| 马精武     | 朱慈焕     | 西魯天會的堂主，明朝遗民朱三太子，被万壽山毒害。 |  |
| 徐鹏军     | 大师兄智圓 | 少林寺弟子，西行任务当中七位和尚之一。 |  |
| 李渊       | 二师兄智光 | 和尚们的主心骨，西行任务当中七位和尚之一，真名上官纓，有二师兄在，七个和尚所向披靡，每次都是二师兄找出对手的弱点，和尚们才能够反败为胜。 |  |
| 谢苗       | 三师兄智明 | 西行任务当中七位和尚之一，万寿山的儿子，樱花和仇清的弟弟，从小失散，后在西行路上時遇到冰玉，与冰玉相爱，后为了保护冰玉，被明义杀死。 |  |
| 谢苗       | 萬仇清     | 智明的攣生兄弟，万寿山之子。 |  |
| 姚杰元     | 四师兄智畯 | 少林寺弟子，方丈的贴身和尚，因有太心急的性格方丈才没让他去西行。 |  |
| 曹骏       | 五师兄智傳 | 少林寺弟子，西行任务当中七位和尚之一，与高官员有仇，为救高官員而与天魔軍同歸於盡。 |  |
| 许明虎     | 六师兄智慧 | 少林寺弟子，哑巴和尚，西行任务当中七位和尚之一，及時雨的兒子。 |  |
| 徐永清     | 七师兄智空 | 少林寺弟子， 西行任务当中七位和尚之一。 |  |
| 李冲       | 八师兄智羶 | 少林寺弟子，西行任务当中七位和尚之一。 |  |
| 优木真央美 | 紫云       | 西魯天會成員，明朝遗民，刺客，何碩將軍之妻，上官纓的青梅竹馬，万壽山下屬。 |  |
| 計春華     | 高仲承     | 康熙時期的西行官員，康熙的心腹大臣，亦正亦邪，曾与五師兄有仇，幫助少林寺對付所有壞人，後被哈爾赤殺害。 |  |
| 潘元甲     | 五毒兄弟   | 雲遊四方的俠客，游牧公主部落的神明駙馬，曾喜歡櫻花，與少林寺和尚是好伙伴，實為咕咕國王子。 |  |
| 徐向東     | 疤臉人     | 西魯天會的巡官，曾經支持降清，武林高手，小鳥的叔叔，死在剛烈之下。 |  |
| 羅登紅     | 東煞       | 大漠強盜之一，小諸葛的手下，清朝威風堂成員，死於智光之手。 |  |
| 李長虹     | 西煞       | 大漠強盜之一，小諸葛的手下，清朝威風堂成員，死於智光之手。 |  |
| 余辛       | 野狼       | 大漠強盜之一，清朝威風堂成員，小諸葛的手下。 |  |
| 王飛斐     | 小鳥       | 清朝康熙時期的義士，已反清復明，西魯天會的屠將，疤臉人侄女，与上官纓有仇 |  |
| 李世德     | 哈爾赤     | 西行任务中的三位官员之一，贪婪无厌，最后受索爾圖的指使並杀害了高仲承 |  |
| 王志剛     | 白先詩     | 西鲁天会一号刺客，万寿山的女婿，樱花的丈夫，曾是西行任务中的三位官员之一，被万寿山派去刺杀康熙的內奸，后看到樱花，不敢和樱花相认。 |  |
| 耿楠       | 游牧公主   | 部落公主，喜歡五毒兄弟 |  |
| 吳岱融     | 何碩將軍   | 紫云之夫，西魯天會的將軍，反清復明改為將軍，朱三太子與万壽山下屬 |  |
| 劉潤成     | 周五梁     | 清朝玉門關的將軍 |  |
| 張傑       | 風流公子   | 在受傷時，被方丈的貼身和尚四師兄智畯所救，汙辱過少林寺，與疤臉人為敵，實乃索爾圖的屬下高手 |  |
| 高嘉慧     | 骷髏女     | 清朝威風堂夫人，小諸葛之妻，曾是大漠強盜首領夫人，無惡不作，但卻十分毐辣，後被智光採死 |  |
| 李翰臣     | 巫師       | 小诸葛和万仇清等人的师父，真名張天冠，清朝狀元，武功高强，精通各种邪功，可以用精神控制咒语控制对手，可以瞬间夺走对手的兵器，后小诸葛被和尚们打败后，巫师亲自和和尚们交手，一开始连续打败了六个和尚，后来二师兄想出了万佛阵的办法对付巫师，由于巫师给小诸葛传功耗费了大量的内力，在加上年老体衰，被和尚们用万佛阵击败，后看到小诸葛用炸药企图让自己和和尚陪葬，于是决定弃暗投明帮助和尚逃出了山洞。 |  |
| 張宏林     | 馬上飛     | 小鳥的助手 |  |
| 張夢斯     | 俠嫂       | 西魯天會成員，霸刀氣殺人如麻 |  |
| 馬庭俊     | 明義       | 万壽山的心腹，后與天魔軍狼狽為奸，派天魔軍帶兵殺害少林和尚及清朝官員，反被冰玉殺死 |  |
| 趙貴祥     | 老鬼       | 西魯天會成員，祁连三老之一 |  |
| 周中和     | 老皮       | 西魯天會成員，祁连三老之一 |  |
| 米丹       | 老書       | 西魯天會成員，祁连三老之一 |  |
| 畢鐵華     | 阿義       | 西魯天會成員，万壽山與及時雨的下屬，后被鐵面青利用背叛及時雨 |  |
| 福海       | 索虎       | 西魯天會成員，和尚，朱三太子的助手，曾被少林和尚所救，后來忘恩負義想置少林和尚於死地。 |  |
| 宋凱       | 黑鐵       | 西魯天會成員 |  |
| 葉佳梅     | 小葉       | 西魯天會成員 |  |
| 馮星翔     | 綠煞       | 万仇清的徒弟 |  |
| 韓佳鑫     | 藍煞       | 万仇清的徒弟 |  |
| 張迪升     | 紫煞       | 万仇清的徒弟 |  |
| 王小龍     | 紅煞       | 万仇清的徒弟 |  |
| 趙君安     | 龐將軍     | 清朝威風堂堂主的將軍，康熙的手下將領，與小諸葛倒戈康熙，結果已回歸大清而奉康熙之命掃平叛匪。 |  |
| 吳加文     | 易管家     | |  |
| 金繆       | 刻骨人     | 西魯天會成員 |  |
| 鄭濟海     | 智者       | 上官纓小時候的智者 |  |
| 夏壯偉     | 假朱三太子 | 冒充朱三太子的元凶，后被處死 |  |
| 李俊美     | 侍女       | |  |
| 郭芬瑞     | 侍女       | |  |
| 李炳雷     | 風將軍     | 天魔軍，又稱天魔四兄弟，西魯天會成員，大哥風將軍，二哥雨將軍，三哥雷將軍，四弟電將軍，是武林高手之一，冷酷陰沉又詭異，受萬壽山的屬下明義的指使，帶兵殺害少林和尚及清朝官員，最後風將軍及電將軍與五師兄同歸於盡。雨將軍及雷將軍都被少林和尚及五毒兄弟殺死。 |  |
| 蔣戰       | 雨將軍     | 天魔軍，又稱天魔四兄弟，西魯天會成員，大哥風將軍，二哥雨將軍，三哥雷將軍，四弟電將軍，是武林高手之一，冷酷陰沉又詭異，受萬壽山的屬下明義的指使，帶兵殺害少林和尚及清朝官員，最後風將軍及電將軍與五師兄同歸於盡。雨將軍及雷將軍都被少林和尚及五毒兄弟殺死。 |  |
| 孫先輝     | 雷將軍     | 天魔軍，又稱天魔四兄弟，西魯天會成員，大哥風將軍，二哥雨將軍，三哥雷將軍，四弟電將軍，是武林高手之一，冷酷陰沉又詭異，受萬壽山的屬下明義的指使，帶兵殺害少林和尚及清朝官員，最後風將軍及電將軍與五師兄同歸於盡。雨將軍及雷將軍都被少林和尚及五毒兄弟殺死。 |  |
| 王鳳銀     | 電將軍     | 天魔軍，又稱天魔四兄弟，西魯天會成員，大哥風將軍，二哥雨將軍，三哥雷將軍，四弟電將軍，是武林高手之一，冷酷陰沉又詭異，受萬壽山的屬下明義的指使，帶兵殺害少林和尚及清朝官員，最後風將軍及電將軍與五師兄同歸於盡。雨將軍及雷將軍都被少林和尚及五毒兄弟殺死。 |  |
| 付倩       | 酉女       | |  |
| 武風琪     | 游牧長     | |  |
| 許還山     | 朱戴琇     | 西魯天會的將軍，萬壽山的勁敵，與萬壽山不合，支持降清。 |  |
| 王晨陽     | 僧慧       | 少林寺弟子 |  |
| 賈維       | 格格多     | |  |
| 劉子威     | 鐵面青     | |  |
| 郭輝       | 獨眼人     | |  |
| 田文濤     | 趙將軍     | 西魯天會的將軍，最終為救冰玉公主而被天魔軍殺害 |  |
| 李晨峰     | 小虎       | |  |
| 楊曉波     | 張閃人     | |  |
| 田西平     | 朱大可     | 朱三太子的堂弟，西魯天會成員，明朝遺民的王爺，最終與西行的八個和尚及官員回到中原老家去。 |  |

## 電視劇歌曲
| 曲序 | 曲目                     |              | 作曲   | 演唱者                         |
| ---- | ------------------------ | ------------ | ------ | ------------------------------ |
| 1.   | 《少林，少林》（片尾曲） | 王立平       | 王立平 | 王炳志，赵高潮，戴建明，杜瑞安 |
| 2.   | 《菩提一棵树》（插曲）   | 刘晓萌，陆建 | 杨飞   | 安敏捷、唐朝老五               |

## 制作
女主演孙颖歆五年没有接戏，只因为要参演《少林寺传奇系列》。在拍摄期间，她曾不小心砍伤元华。
该剧日本演员优木真央美加盟出演。

## 制作人员
- 制作人：都晓，周伟
- 出品人：
- 总监制：
- 监制：
- 总策划：
- 美术：
- 摄影：
- 统筹：
- 导演：
- 化妆：
- 总导演：
- 发行许可证号：（豫）剧审字（2011）第001号
- 发行单位：
- 协拍单位：
- 联合摄制单位：河南电视台
- 出品：河南电视台
- 拍摄制作许可证编号为：（豫）甲字第093号

## 收视率
该剧在中国中央电视台电视剧频道播出，收视率排名全国第二。
该剧在江苏综艺频道播出后，收视率排名第一。
该剧在重庆卫视播出后，收视率排名第一。
该剧在日本富士电视台黄金档播出。

## 社会影响
中国戏剧研究院研究员孟繁树表示：“《少林寺传奇》是一种大文化结合的产物，对儒释道三种文化进行了美的结合，从这一点来说，这个剧的文化含量，比正牌的历史剧还要高。”